# Eyes (série télévisée)
Pour les articles homonymes, voir Eyes.
Eyes, ou Privés et associés au Québec, est une série télévisée américaine en douze épisodes de 42 minutes, créée par John McNamara et dont seulement cinq épisodes ont été diffusés entre le 30 mars et le 27 avril 2005 sur le réseau ABC. La série a été diffusés en intégralité à l'automne 2005 sur TVNZ 2 en Nouvelle-Zélande. La chaîne The 101 Network de DirecTV a diffusé la série en intégralité à partir du 15 septembre 2009.
En France, la série a été diffusée à partir du 16 février 2006 sur Jimmy, et au Québec à partir du 19 avril 2007 à Séries+. Elle reste inédite dans les autres pays francophones.

## Synopsis
Cette série met en scène une agence high-tech de détectives privés, Judd Risk Management. Son directeur, Harlan Judd, ambitieux et impulsif, est prêt à tout pour éviter la faillite à son entreprise qui connaît des difficultés financières, y compris transgresser la loi.

## Distribution

### Acteurs principaux
- Timothy Daly (VF : Bruno Choël) : Harlan Judd
- Rick Worthy (en) (VF : Frantz Confiac) : Chris Didion
- Garcelle Beauvais-Nilon (VF : Dominique Vallée) : Nora Gage
- Eric Mabius (VF : Damien Boisseau) : Jeff McCann
- A.J. Langer (VF : Barbara Delsol) : Meg Bardo
- Laura Leighton (VF : Joëlle Guigui) : Leslie Town
- Natalie Zea (VF : Véronique Desmadryl) : Trish Agermeyer

### Acteurs récurrents
- Mark Famiglietti (VF : Denis Laustriat) : Tim Smits (8 épisodes)
- Gregg Henry (VF : Marc Alfos) : Clay Burgess (7 épisodes)

 Source et légende : version française (VF) sur RS Doublage

## Épisodes
1. La Taupe (Pilot)
2. Enlèvement (Whereabouts)
3. À tire d'aile (Wings)
4. Corruption (Trial)
5. À bout portant (Shots)
6. Cambriolage (Burglary)
7. Trahison (Karma)
8. Protection rapprochée (Investigator)
9. Police (Police)
10. Manipulation (Whistleblower)
11. Innocence (Innocence)
12. Toile de maître (Art)
13. Poison (Poison)